# Wahan Howhannisjan

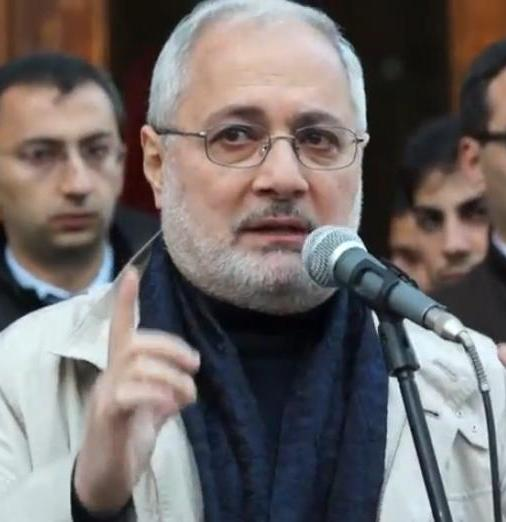
Wahan Howhannisjan (2013)

Wahan Howhannisjan (armenisch Վահան Հովհաննիսյան; * 16. August 1956 in Jerewan; † 28. Dezember 2014 in Deutschland) war ein armenischer Politiker der Armenischen Revolutionären Föderation. Er war Vizepräsident der armenischen Nationalversammlung von 2003 bis 2008 und Kandidat bei den Präsidentschaftswahlen im Februar 2008.

## Leben
Wahan Howhannisjan schloss sein Studium der Geschichte und Archäologie an der Staatlichen Pädagogischen Universität Moskau 1978 ab. Von 1978 bis 1980 diente er in der Roten Armee.
Er war Mitglied des Zentralkomitees der ARF von 1990 bis 1992 und des Büros der ARF von 1992 bis 1995. Von 1995 bis 1998 wurde er inhaftiert. Danach wurde er  von 1998 bis 1999 zum Ratgeber des Präsidenten Robert Kotscharjan. Seit 1999 war er Abgeordneter zur Nationalversammlung; er wurde 2003 und 2007 wiedergewählt.
Wahan Howhannisjan hat während der 23. Assemblée parlementaire de la Francophonie in Jerewan Anfang Mai 2010 die bulgarische Abgeordnete Kalina Krumowa von der nationalistischen Partei Ataka getroffen und dabei die außenpolitische Tätigkeit dieser Partei gepriesen. Die Position der Partei bezüglich des Schutzes der armenischen Gemeinde und der Initiative zur Anerkennung des Völkermordes, so Howhannisjan, sei ehrwürdig und eine riesige Geste gegenüber Armenien. Ataka setzt sich entschieden für die Anerkennung des Völkermordes an den Armeniern ein und bekämpft die mögliche Mitgliedschaft der Türkei in der EU. 
2003 meinte er in einem Interview mit einer russischsprachigen armenischen Zeitung, er sei „stolz, dass wir [die Armenier] während des Krieges 25.000 Aserbaidschaner getötet haben.“
2008 legte er das Amt des Vizepräsidenten der Nationalversammlung aus Protest gegen die armenisch-türkischen Verhandlungen nieder. „Die Lage wäre eine ganz andere, wenn bei diesen Leuten irgendwelches Bedauern erkennbar wäre. Die Türkei gibt kein Anzeichen davon. Wie könnten wir so ein Gehabe unterstützen?“, so Howhannisjan. Er wurde Botschafter in Deutschland.